# Ачан
Ача́н — село в Амурском районе Хабаровского края. Административный центр и единственный населённый пункт сельского поселения «Село Ачан».

## География
Находится на левом берегу протоки Сий (протока Болонь или Болоньская протока), соединяющей озеро Болонь с левобережной протокой Серебряная реки Амур.
Село Ачан приравнено к районам Крайнего Севера.

## История
В окрестностях современного Ачана издавна проживало племя ачанов (часть нанайцев, их Василий Поярков называл натками) и располагалась их Ачанская земля. Примерно в 1630-е — 1640-е годы земли Приамурья постепенно стали подчиняться властями Маньчжурского государства (с 1636 года Цинской империи). Особенно активно это происходило во время правления там энергичного богдыхана Абахая. В целом, маньчжурское управление было относительно необременительно для местных племён (из-за труднодоступности и удалённости от центра державы, а также из-за вовлечённости маньчжур в дела по завоеванию ими Китая). При этом устойчивых, чётко обозначенных границ влияния и подданства на севере маньчжуры не имели.
В 1650-х годах с ачанцев активно стали собирать дань русские казаки. Так, осенью 1651 года из Албазина спустился, собирая дань по Амуру, отряд из примерно 200 русских служилых и «вольных» казаков под предводительством Ерофея Хабарова. В земле ачанов они расположились на зимовку и построили на левом берегу Амура Ачанский острог.
Поселение казаков вскоре подверглось нападению ополчения дючеров и ачанов (менее 2 000 человек), которое было отбито с большими потерями для них. После этого количество казаков здесь постепенно стало увеличиваться.
Весной 1652 года в Ачанскую землю пришёл из Нингуты цинский отряд (600 человек, шесть орудий), к которому присоединились около 1 500 человек из местных племён. Во время состоявшегося боя у Ачанского острога казаки (более 350 человек, три орудия) обратили противников в бегство, убили 676 из них (было убито и 10 русских), и захватили значительную военную добычу (обоз и 830 лошадей, 17 пищалей, 2 пушки, 8 знамён) и продовольственные запасы. Этот бой стал первым военным столкновением отрядов России и Цинской империи в борьбе за Приамурье в Русско-цинском пограничном противостоянии (1649—1689). Несмотря на победу, Хабаров посчитал, что русским нет возможности прочно закрепиться в среднем Приамурье. И его отряд ушёл из Ачанского острога весной 1652 года.
Летом 1652 и зимой 1653 года на среднем и нижнем Амуре произошли события, связанные с противостоянием казацких отрядов. Значительная часть казаков, несогласных с возвращением на верхний Амур, в августе 1652 года отделилась около современного Благовещенска от отряда Хабарова (более 130 человек во главе со Степаном Поляковым). Пройдя через земли дючеров и ачанов, казаки отправилась вниз по реке, где в «гиляцких землях» основали свой острожек и взяли богатую дань. Осенью 1652 года они были осаждены пришедшим сюда отрядом Хабарова (около 200 человек с пушками), которому мятежники сдалась на условиях сохранения им жизни. Осень и зиму отряд Хабарова провёл в землях ниже ачанцев, собирая с них и с гиляков дань. Но в феврале 1653 года построенный здесь казацкий острожек был сожжён. Хабаров опять увёл свой отряд вверх по Амуру.
Осенью 1653 года русских на Амуре возглавил Онуфрий Степанов. В сентябре он с отрядом казаков, собирая дань с дючеров, дошёл до устья Сунгари. Затем он продвинулся ещё ниже по Амуру, собирая дань у ачанцев и гиляков. В июне 1654 года казачий отряд (около 350 человек) во главе с Онуфрием Степановым снова двинулся вниз по Амуру. 6 июня в устье Сунгари у него произошёл речной бой с цинским отрядом (3 000 человек, включая 150 корейцев). Русские взяли несколько кораблей на абордаж. Тогда маньчжуры отступили в укрепления на берегу, от которых русские были отбиты. Отряд Степанова, также понёсший потери, вернулся вверх по Амуру, где осенью основал хорошо укреплённый Кумарский острог. В марте 1655 года огромное для этих мест цинское войско (10 000 человек, 15 орудий) безуспешно его осаждало (русских в остроге было около 400 человек), а русские вниз по Амуру не ходили.
Через три года русские попытались вновь подчинить среднее Приамурье, предприняв туда большой военный поход. Весной 1658 года отряд (530 человек) во главе со Степановым двинулся из Кумарского острога по Амуру для сбора дани. Но 30 июня у впадения Сунгари в Амур он был неожиданно атакован маньчжурским войском на 47 больших кораблях-бусах (значительные силы, в том числе 265 корейских солдат и аркебузиров). Русские потерпели бедственное поражение, потеряв убитыми и пленными 270 человек (пленён был и сам Степанова). Цинским войском были захвачены все русские знамёна, пушки, боеприпасы и пушная казна. Но главным итогом этого сражения стало то, что инициатива в противостоянии в Приамурье окончательно перешла к маньчжурам.
После событий 1654 и 1658 годов крупные русские отряды до Ачанской земли в XVII веке больше не пытались добраться. Окончательно она была утрачена Россией по Нерчинскому договору 1689 года, когда все русские остроги в Приамурье были уничтожены, а русское и православное население отсюда выселено.
Вновь территория Приамурья вошла в состав России в 1858 году, отделённая от Цинской империи по Айгунскому договору.
В 1977 году Указом президиума ВС РСФСР село Болонь было переименовано в Ачан.

### Версии
Участник экспедиции по поиску Ачанского городка Ерофея Хабарова доктор географических наук Алексей Махинов считает, что Ачанский городок был в районе нынешнего села Нижние Халбы.

## Население
| 1888 | 1992 | 2002 | 2010 | 2011 | 2012 | 2013 |
| ---- | ---- | ---- | ---- | ---- | ---- | ---- |
| 16   | ↗455 | ↗569 | ↘512 | ↘508 | ↘504 | ↗510 |
| 2014 | 2015 | 2016 | 2017 | 2018 | 2019 | 2020 |
| ↘504 | ↘497 | ↘496 | ↘494 | ↘493 | ↘491 | ↗495 |
| 2021 |      |      |      |      |      |      |
| ↗616 |      |      |      |      |      |      |

## Галерея
- Аэрофотоснимок озера Болонь с окрестностями.
- Село Ачан, вид с акватории протоки Сий.
- Село Ачан, вид с акватории протоки Сий.